# エドウィン・イファニー
エドウィン・イファニー（Edwin Ifeanyi, 1972年4月28日 - ）は、カメルーン出身の元同国代表の元サッカー選手。ポジションはミッドフィールダー、フォワード。

## 来歴
1995年に訪日し、ジャパンフットボールリーグを戦う東京ガスサッカー部（現・FC東京）に入団。この時点では、後にJリーグで大活躍するパトリック・エムボマの訪日前でもあり、日本では珍しいカメルーン人プレイヤーとして注目された。左右のサイドハーフやトップ下に入り、攻撃的MFとして運動量とチャンスメイクで貢献。ほぼ通年で出場し安定した活躍を見せた。1997年末の天皇杯ベスト4入りを最後に「カメルーン代表に復帰するため」 チームを離れた。
1998年、Jリーグ・ヴェルディ川崎（現・東京ヴェルディ）へ移籍。しかし層が厚いV川崎では出場機会に恵まれず、これ以後J2のチームを渡り歩いた。1999年には大宮アルディージャの背番号10を託され、序盤はトップ下に配されていたが、故障もあってシーズン途中でJ1昇格を古巣のFC東京と争う大分トリニータへと移籍。最後の最後にJ1昇格を逃すという目まぐるしい1年を過ごした。2000年のモンテディオ山形でのプレー を最後に離日。フランクかつ真面目な好漢であり、ファンに親しまれた。エドウィンの日本でのプレー期間中に兄弟も日本に居住し、日本で料理店を開店している。
その後カメルーンへ戻り、2004年はラシン・クラブ・バフーサム、2005年はマウント・カメルーンFC に所属していた。

## 代表
1992年7月11日、南アフリカ代表との親善試合でカメルーン代表デビューを果たした。1994年5月3日、韓国代表戦で2キャップ目を記録。

## 所属クラブ
- プレボヤンス・ヤウンデ（スペイン語版）[1]
- COSFスメンニルFC[1]
- 1995年 - 1997年  東京ガスサッカー部
- 1998年  ヴェルディ川崎
- 1999年  大宮アルディージャ
- 1999年  大分トリニータ
- 2000年  モンテディオ山形
- 2004年  ラシン・クラブ・バフーサム（英語版）
- 2005年  マウント・カメルーンFC（英語版）

## 個人成績
| 国内大会個人成績 | 国内大会個人成績 | 国内大会個人成績 | 国内大会個人成績 | 国内大会個人成績 | 国内大会個人成績 | 国内大会個人成績 | 国内大会個人成績 | 国内大会個人成績 | 国内大会個人成績 | 国内大会個人成績 | 国内大会個人成績 |
| 年度             | クラブ           | 背番号           | リーグ           | リーグ戦         | リーグ戦         | リーグ杯         | リーグ杯         | オープン杯       | オープン杯       | 期間通算         | 期間通算         |
| 年度             | クラブ           | 背番号           | リーグ           | 出場             | 得点             | 出場             | 得点             | 出場             | 得点             | 出場             | 得点             |
| 日本             | 日本             | 日本             | 日本             | リーグ戦         | リーグ戦         | リーグ杯         | リーグ杯         | 天皇杯           | 天皇杯           | 期間通算         | 期間通算         |
| ---------------- | ---------------- | ---------------- | ---------------- | ---------------- | ---------------- | ---------------- | ---------------- | ---------------- | ---------------- | ---------------- | ---------------- |
| 1995             | 東京ガス         | 28               | 旧JFL            | 15               | 1                | -                | -                | 0                | 0                | 15               | 1                |
| 1996             | 東京ガス         | 28               | 旧JFL            | 29               | 7                | -                | -                | 3                | 2                | 32               | 9                |
| 1997             | 東京ガス         | 12               | 旧JFL            | 28               | 8                | -                | -                | 5                | 1                | 33               | 9                |
| 1998             | V川崎            | 14               | J                | 2                | 0                | 3                | 0                | 0                | 0                | 5                | 0                |
| 1999             | 大宮             | 10               | J2               | 10               | 0                | 2                | 0                | -                | -                | 12               | 0                |
| 1999             | 大分             | 14               | J2               | 18               | 1                | -                | -                | 0                | 0                | 18               | 1                |
| 2000             | 山形             | 11               | J2               | 32               | 3                | -                | -                | 1                | 3                | 33               | 6                |
| 通算             | 日本             | 日本             | J1               | 2                | 0                | 3                | 0                | 0                | 0                | 5                | 0                |
| 通算             | 日本             | 日本             | J2               | 60               | 4                | 2                | 0                | 1                | 3                | 63               | 7                |
| 通算             | 日本             | 日本             | 旧JFL            | 72               | 16               | -                | -                | 8                | 3                | 80               | 19               |
| 総通算           | 総通算           | 総通算           | 総通算           | 134              | 20               | 5                | 0                | 9                | 6                | 148              | 26               |

## 代表歴

### 試合数
- 国際Aマッチ 7試合（1990年-1994年）[8]

| カメルーン代表 | 国際Aマッチ | 国際Aマッチ |
| 年             | 出場        | 得点        |
| -------------- | ----------- | ----------- |
| 1990           | 4           | 0           |
| 1991           | 0           | 0           |
| 1992           | 1           | 0           |
| 1993           | 0           | 0           |
| 1994           | 2           | 0           |
| 通算           | 7           | 0           |